# Économie de l'Allemagne
L'Allemagne est, depuis 2023, la troisième puissance économique mondiale, derrière les États-Unis et la Chine. Elle est la première économie de l'Union européenne et de l'Europe, avec un produit intérieur brut de 4 420 milliards de dollars. Cependant, en parité de pouvoir d'achat, l'Allemagne est (en 2022) cinquième derrière les États-Unis, la Chine, le Japon et l'Inde. Elle est le troisième plus grand exportateur mondial de biens derrière les États-Unis et la Chine avec 2 060 milliards d'euros de biens exportés en 2022.
L’Allemagne se caractérise par une population active qualifiée grâce à l'apprentissage professionnel, et un niveau de vie élevé. Les entreprises et les syndicats allemands fonctionnent en cogestion ; on parle de capitalisme rhénan.

## Historique
Au tournant du XXe siècle, l'Allemagne unifiée possède la première économie en Europe. Dévastée après la Seconde Guerre mondiale, l'Allemagne de l'Ouest connaît un « miracle économique » dans les années 1950/1960, sur fond d'aide financière apportée par le plan Marshall. En conséquence de sa politique mercantiliste d'exportation et d'excédent de ses balances extérieures basée sur une modération des dépenses publiques et des catégories de salaires bas, la République fédérale d'Allemagne se trouve dépositaire à la fin des années 1960 de stocks importants de dollars et est confrontée à une inflation induite. Elle craint pour la valeur de ce stock de dollars et met fin aux accords de Bretton Woods en procédant aux demandes de remboursements des dollars excédentaires en or. Les États-Unis ne voulant pas voir disparaître leur encaisse-or, suspendent la convertibilité du dollar en or le 15 août 1971. Le dollar plonge immédiatement et l'Allemagne doit constater une perte considérable de ses avoirs.
Le même phénomène se reproduit au début des années 2000 où l'effondrement du dollar a pour conséquence une baisse de la valeur de ses avoirs en dollars, une hausse de l'euro et un renforcement des exportations chinoises dont la monnaie est liée au dollar. Gerhard Schröder choisit de mettre en place le "plan Schröder" de retour à la compétitivité. Il s’agit en particulier de la réduction de la durée d’attribution de l’allocation-chômage, ainsi que du passage progressif à la retraite à 67 ans. Dans un contexte de fort taux de chômage, les réformes Schröder ont pour effet de tirer les salaires vers le bas.
Après une décennie de faible croissance, l'Allemagne retrouve des taux de croissance élevés depuis 2005. Cette économie est une des plus compétitives au monde. Selon Le Figaro, « ce « come-back économique » de l’Allemagne est dû aux « réformes en partie très étendues » mises en œuvre par le gouvernement précédent de Gerhard Schröder et initialement poursuivies par la grande coalition d'Angela Merkel ».
Selon Bruno Durieux en février 2008, « l'Allemagne est [..] le seul des grands pays développés qui, par des réformes globales et profondes, difficiles et courageuses, réalisées pour l'essentiel par le chancelier Schröder, est parvenue à restaurer sa compétitivité et réduire ses déséquilibres internes. En particulier, ses finances publiques sont aujourd'hui équilibrées et sa compétitivité-coût a retrouvé son niveau d'il y a cinq ans. »
Analyse qui ne fait pas l'unanimité, puisque selon Jean-Claude Juncker et plusieurs experts, la dette réelle de l'Allemagne est « plus élevée que celle de l'Espagne », son déficit étant « truqué » selon un économiste. D'après une étude de la banque Natixis, le déficit réel de l’Allemagne en 2008 est de 5,1 % et non de 3,2 % comme officiellement indiqué. De plus, l'Organisation internationale du travail estime que les bas salaires en Allemagne sont « la cause structurelle » de la crise en zone euro.
Toutefois, ces réformes entrainent également un accroissement de la précarité : le nombre de travailleurs intérimaires passe de 300 000 en 2000 à plus d'un million en 2016. Dans le même temps, la proportion des travailleurs pauvres est passée de 18 à 22 %. Entre 2005 et 2012, le chômage a baissé de moitié, pour arriver à 5,5 % de la population active. L'accroissement des inégalités s'est pour sa part inversé depuis 2007.
Les inégalités générées par le système économique allemand comptent parmi les plus élevées d'Europe et se traduisent notamment par des bas salaires dans de nombreux secteurs. Ainsi, en 2017, 22,5 % des actifs gagnent moins de 10,50 € de l'heure contre seulement 8,8 % pour la France.
L’Allemagne est confrontée depuis 2004 à une envolée du prix des loyers, pouvant déboucher sur l'éclatement d'une bulle immobilière. Entre 2016 et 2017, les prix ont augmenté de plus de 20 % à Berlin.
De 2021 à 2023, l’Allemagne, dont les approvisionnements en gaz provenaient à 55 % de Russie avant le début de la guerre en Ukraine, est touchée par la crise énergétique mondiale avec des hausses massives des prix de l’énergie et une inflation importante (environ 8,1 % en 2022). L'industrie allemande est plombée par une nette chute de la demande intérieure, en raison de l'inflation. Les prix de l'énergie demeurent élevés et certaines activités les plus énergivores, comme la chimie, n’ont pas retrouvé leur niveau de production d'avant la guerre en Ukraine. BASF envisageait notamment de diminuer de manière permanente sa présence en Europe afin de contrer l'augmentation du prix du gaz, qui est une matière première indispensable à la chimie.
À partir de 2023, l'économie allemande entre en récession,,,. En mars 2024, un rapport conjoint des principaux instituts de recherche économique en Allemagne ajuste les projections de croissance de 2024 de 1,2 % à 0,1 %. La nation devrait également entrer dans une récession au sens strict après le premier trimestre,.

## Secteurs économiques

### Secteur primaire

#### Agriculture
L’agriculture est très importante, contrairement aux idées reçues ; en termes de comparaison, l’Allemagne se situe juste derrière la France en termes de production céréalière mais la devance et occupe ainsi le 1er rang européen en ce qui concerne la production de lait. près de 1 % environ de la population active travaille dans ce secteur.

#### Mines
- L'Allemagne de l'Est devient rapidement le troisième producteur mondial d'uranium, après les États-Unis et le Canada. Mais l'exploitation de l'uranium à destination de l’Union Soviétique devant rester secrète, l'entreprise Wismut est officiellement chargée d'exploiter du bismuth (en allemand : Wismut)[36].
- En 2005 la production de charbon et de hans est de 25 millions de tonnes, engloutissant chaque année 2,5 milliards d'euros de subventions.
- S'agissant du secteur sidérurgique, l'Allemagne reste le principal producteur européen d'acier. En 2006, la production mondiale d'acier brut atteignait près de 1 240 millions de tonnes. L'Allemagne se classe au 6e rang des producteurs mondiaux avec 47,2 millions de tonnes derrière la Chine (418,8 Mt), le Japon (116,2 Mt), les États-Unis (98,5 Mt), la Russie (70,6 Mt)et la Corée du sud (48,4 Mt). La part de l'Allemagne dans la production mondiale n'est que d'environ 4 % mais cela représente le quart de la production de l'Union européenne (à 25 membres). En outre, en termes de croissance, l'Allemagne a connu une hausse de production de l'ordre de 6,1 % sur la période 2002-2006[37].

### Secteur industriel

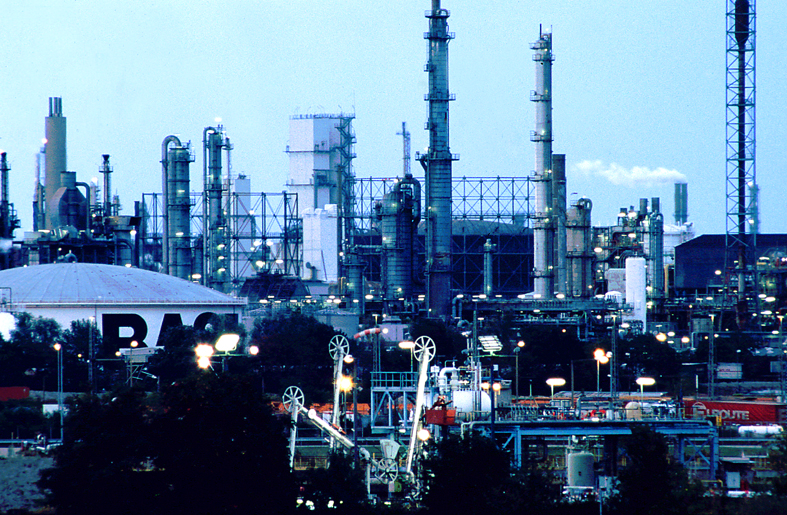
L’usine chimique de BASF à Ludwigshafen, la plus grande usine chimique intégrée du monde.

L’Allemagne est une grande puissance industrielle. L'économie allemande dispose d'un réseau de communication de première qualité : le plus long réseau autoroutier d'Europe, un réseau ferré particulièrement dense et trois axes navigables, le Rhin premier fleuve mondial pour le fret, la liaison Rhin-Main-Danube et le canal du Mittelland.
L’industrie est un secteur économique très important en Allemagne. Huit millions de personnes, soit 33 % de la population active, travaillent dans ce secteur. Les principaux secteurs en chiffre d'affaires sont la construction automobile avec 777 000 salariés en 2004, suivie par l’électrotechnique avec 799 000 salariés, la construction mécanique avec 868 000 salariés et l’industrie chimique. À côté des grandes entreprises mondialement connues comme Siemens, ThyssenKrupp AG ou  Bayer, les PME/PMI emploient plus de 20 millions de salariés. Dans la construction mécanique, secteur où la RFA détient 19,3 % du marché mondial, la grande majorité des entreprises a moins de 200 salariés. Ces succès sont dus à la réputation de bonne qualité des produits allemands en général. Grâce à leurs bons rendements, près de 70 % d'entre elles peuvent couvrir elles-mêmes leurs besoins financiers.
La construction automobile fournit 40 % des exportations allemandes. Un salarié sur sept travaille dans ce secteur. Les grands constructeurs Volkswagen, BMW, Daimler AG, Porsche, Opel, filiale allemande du Groupe PSA font de l’Allemagne le troisième producteur d’automobiles mondial. Environ six millions de voitures sortent chaque année des chaînes de montage allemandes et 4,8 millions de voitures de marque allemande sont produites à l’étranger.
Les grands groupes allemands de l'agroalimentaire sont :
- Haribo
- Herta (qui a toutefois aujourd'hui établi son siège social en France)
- Bahlsen

Le secteur de brasserie est aussi très dynamique.

#### Énergie

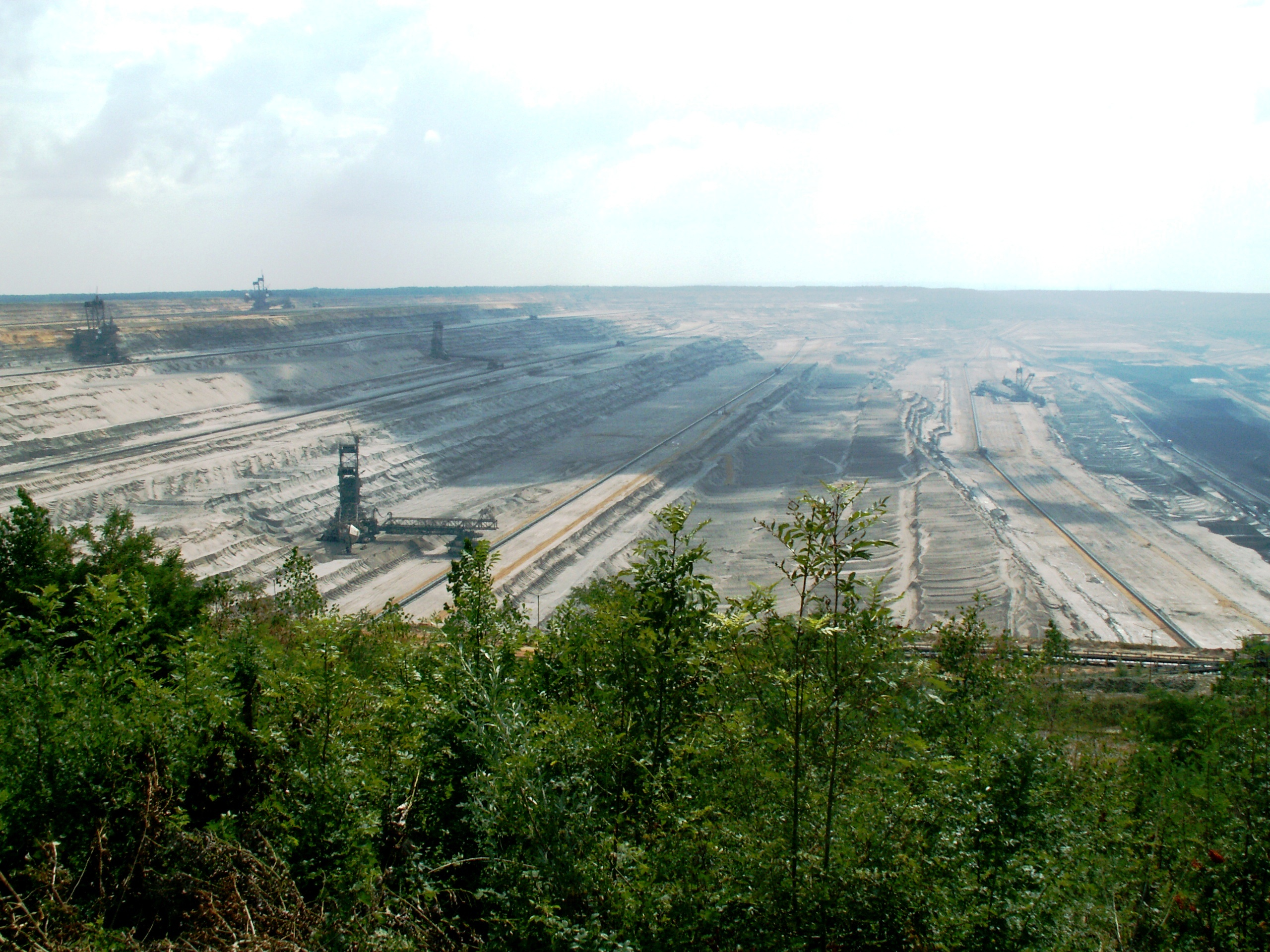
Mine de lignite de Hambach en 2006.

L'électricité allemande est produite à 60,7 % par l'utilisation d'énergies fossiles, à 27,9 % par le nucléaire, et à 11,4 % par les énergies renouvelables (principalement hydraulique et éolien). L'électricité fournie par ce dernier est achetée de huit à neuf fois le prix ordinaire du kilowattheure mais le tarif garanti diminue de 5 % chaque année.
En 2015, l'Allemagne demeure le plus gros consommateur européen de charbon et conséquence de cette utilisation les producteurs d'électricité RWE et E.ON sont à la première et à la troisième placeS des plus gros pollueurs européens.
À la suite de la catastrophe de Fukushima, sous la pression des écologistes, le gouvernement a totalement abandonné la filière nucléaire. Son arrêt est initialement prévu en 2018. Cette politique antinucléaire et favorisant les énergies renouvelables intermittentes est régulièrement accusée de remettre en cause les objectifs de réduction des émissions de gaz à effet de serre : en 2019, plus de 35 % de l’électricité produite provient de centrales à charbon.

### Secteur tertiaire
Comme dans toutes les économies développées, le secteur tertiaire est le premier employeur allemand. Près de 28 millions de personnes y travaillent, soit environ 69 % de la population active, dont 10 millions dans le commerce, l’hôtellerie, la restauration et les transports. Ce secteur est constitué à plus de 40 % de PME/PMI.

## Géographie économique

### Ruhr
La Ruhr est une région industrielle et urbaine située au nord-ouest de l'Allemagne. Elle bénéficie d'une situation favorable de confluence entre le Rhin et son affluent la Ruhr (port fluvial de Duisbourg). Elle est au cœur de la mégalopole européenne et profite d'un important bassin de main-d’œuvre et de population : la Ruhr est aussi une conurbation de plusieurs millions d'habitants. La région urbaine inclut les villes d'Essen, Düsseldorf, Cologne…
Au XIXe siècle, la Ruhr a fondé son développement sur l'exploitation des mines de charbon. La révolution industrielle a permis à l'Allemagne de se hisser aux tout premiers rangs des puissances industrielles à la fin du XIXe siècle.
Aujourd'hui, la région doit reconvertir ses activités : l'exploitation du charbon de la Ruhr est devenue trop coûteuse face à la concurrence des charbons étrangers. Il est plus rentable d'importer le charbon et le fer par le Rhin. Quelques puits de mines survivent grâce aux subventions fédérales. Après une remontée brutale du chômage dans les années 1990, la tendance est la baisse, même si le chômage y est sensiblement supérieur aux niveaux observés dans la Rhénanie et plus encore en comparaison de l'Allemagne de l'Ouest.

### Le Sud dynamique
Les Länder de Bavière et du Bade-Wurtemberg ont su tirer parti depuis le Moyen Âge d'une situation de carrefour entre la mer du Nord et la mer Méditerranée.
Contrairement à la Ruhr, le sud de l'Allemagne ne dispose pas de réserve de charbon. Son développement industriel s'est donc manifesté plus tard, essentiellement au XXe siècle. Des industries dynamiques se sont alors créées : BMW, Adidas, Conrad, industries aéronautiques. La Bavière a bénéficié des nouvelles activités issues de la révolution informatique.

### L’Est en reconversion
Les « nouveaux Länder » gardent des considérables handicaps économiques, malgré les aides importantes qui leur ont été consacrées et les grands travaux d'infrastructures réalisés. Le taux de chômage en ex Allemagne de l'Est est environ le double de la moyenne nationale. [réf. nécessaire]
la Saxe est la région la plus dynamique en ce qui concerne l'économie de l'Allemagne de l'Est. Les principaux centres économiques en sont Dresde, Leipzig, Chemnitz et Zwickau. Plusieurs grandes entreprises comme AMD, Infineon, BMW, Siemens, Porsche, VW, EADS, GlaxoSmithKline ont largement investi. L'Est est par ailleurs une région qui souffre des difficultés liées à son ex-idéologie communiste qui apparait encore finement mais d'une façon marquante dans la vie des Allemands de cette région.[réf. souhaitée]

### Le Nord de l’Allemagne

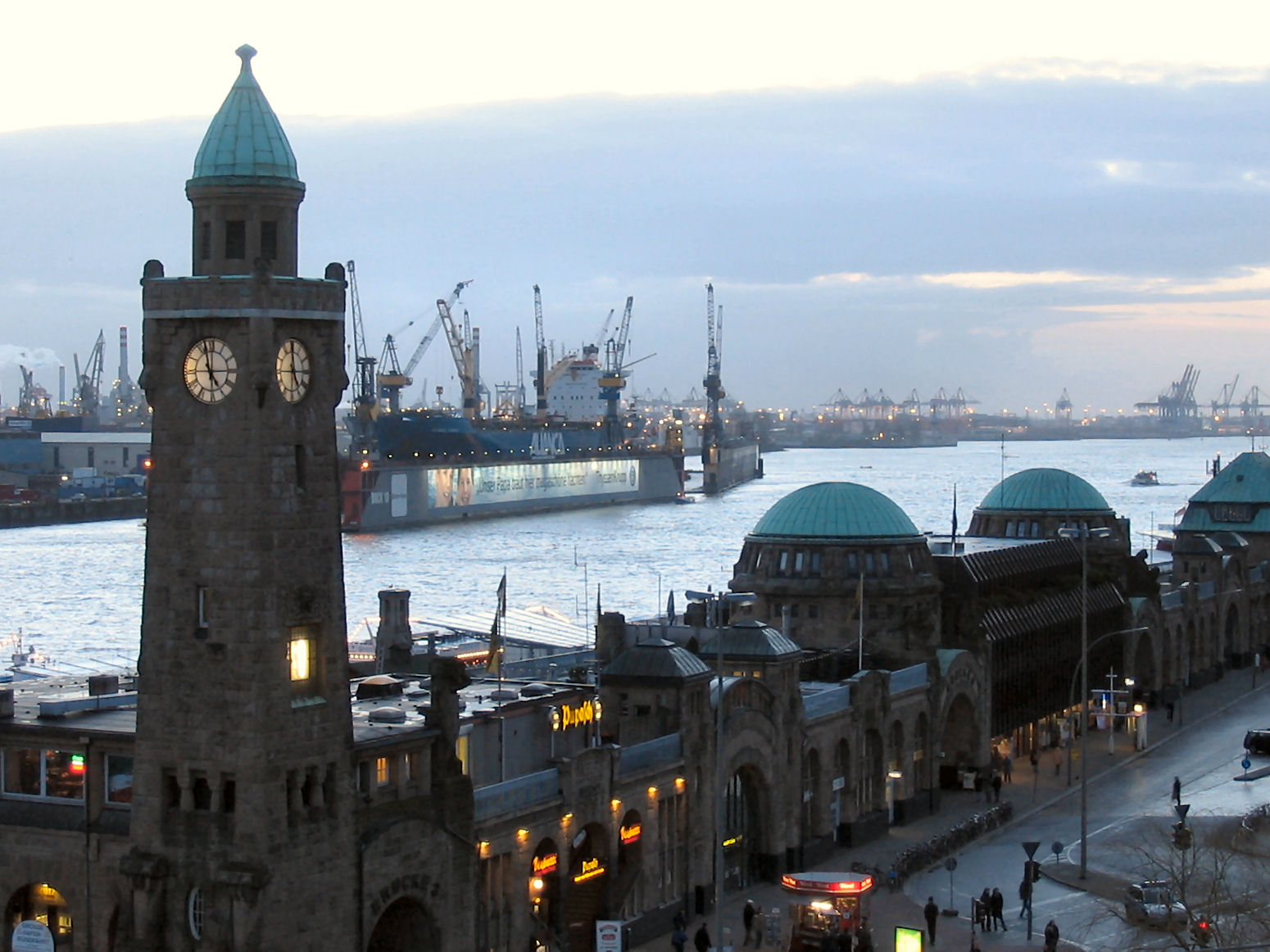
Le port de Hambourg.

Le Nord d'Allemagne dispose de grands ports tel que celui de Hambourg, d'un accès sur la mer Baltique et la mer du Nord, d'un faible taux de chômage, d'une industrie diversifiée mais a tout de même d'un dynamisme moyen et d'une croissance économique moyenne.

### Le commerce extérieur

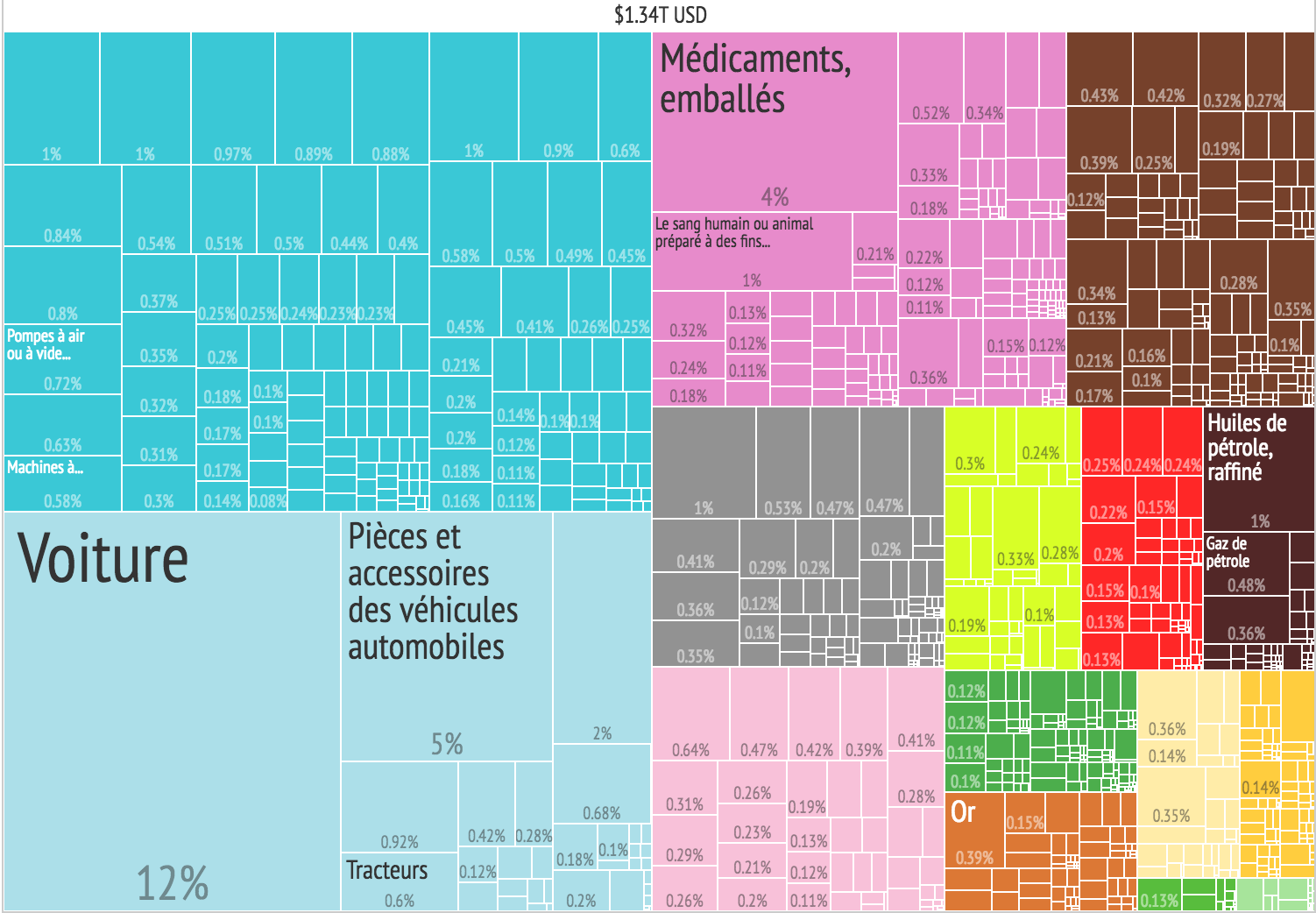
Exportations allemandes par produits, Treemap (2014) à partir de [http://www.atlas.cid.harvard.edu/explore/tree_map/export/deu/all/show/2014/ Harvard Atlas of Economic Complexity

L'Allemagne est la troisième nation exportatrice au monde, et la première en Europe. Son excédent commercial annuel, s'établissant à 280 milliards d'euros, est le premier au monde, devant celui de la Chine. Ce dynamisme s'explique par divers facteurs :
- Les produits allemands ont une solide réputation de qualité.
- Les produits allemands sont de haute valeur ajoutée.
- Les produits allemands répondent aux besoins des pays émergents
- De plus en plus de productions made in Germany viennent en réalité d'autres pays où le coût de la main-d’œuvre est moindre : les délocalisations allemandes expliquent en partie les succès commerciaux du pays. Par exemple, la Touareg est fabriquée dans les usines slovaques du groupe Volkswagen.

L'Allemagne s'est spécialisée dans les produits d'équipement ; en 2003, le secteur automobile représentait 19 % des exportations allemandes. Viennent ensuite les exportations de machines-outils (14 % du total) et de produits chimiques (12 % du total).
L'excédent commercial très élevé de l'Allemagne est-il un signe de « bonne santé » économique ? Ou bien est-il l'effet d'une baisse du coût du travail en comparaison avec d'autres pays de la zone euro ? En effet, si le chômage au sens du BIT a baissé de 8,6 % de la population active en 2006 à 7,6 % en août 2008 (et à 4,9 % en 2014), il y a lieu de relativiser pour certains économistes : Brigitte Lestrade, de l'IFRI, auteur d’une étude sur les réformes Hartz IV, pointent la mise en place d’un système qui, par vases communicants, aurait progressivement fait passer plusieurs millions d’allemands des listes de chômeurs à celles de « quasi-chômeurs » (moins de 15 h/semaine) ou des précaires. Preuve en est, les travailleurs pauvres représentaient en 2009, 20 % de la population active. Cependant, pour restreindre l'emploi précaire, le gouvernement allemand a décidé au printemps 2014 d'introduire un salaire minimum de 8,50 € bruts de l'heure à partir du 1er janvier 2015, mais une période de transition est prévue pour les secteurs qui seront encore sous le coup d'un accord de branche. Au plus tard en 2017, il concernera tout le monde, sauf les moins de 18 ans, les stagiaires et les chômeurs de longue durée, exemptés pendant les six mois suivant leur embauche.
La priorité donnée aux échanges extérieurs par l'Allemagne s'est accompagnée depuis 2000 d'une série de réformes encourageant la compétitivité (dont le plan Hartz), à tel point que la rémunération salariale a baissé en termes réels entre 2001 et 2005. Ces réformes seraient à l'origine du regain de croissance économique et des créations d'emplois. Le taux de chômage s'est baissé fortement depuis 2005 (environ 10-11 %) et s'établit à 4,9 % en juillet 2014 selon Eurostat (le taux le plus bas de l'Union européenne avec l'Autriche (également 4,9 %)) et à 7,8 % pour les jeunes de moins de 25 ans – c'est le taux le plus bas de l'Union européenne devant l'Autriche (9,5 %) ainsi que les Pays-Bas (11,3 %),.

## Dette publique
La dette publique allemande s'élève à 70 % du PIB au 3e trimestre 2020, contre 97,3 % dans la zone euro et 116,5 % en France.

## Travail et revenus

### Chômage et croissance
L'Allemagne a connu des difficultés après la réunification. La concurrence internationale est importante et les entreprises doivent se moderniser rapidement ou délocaliser, sous peine de faillite. L'Ouest du pays est le plus dynamique, tandis qu'à l'Est (ancienne RDA) de nombreuses entreprises ont dû fermer, ce qui a provoqué une forte hausse du chômage jusqu'à 2005 et un exode de l'Est vers l'Ouest.
À cause des reformes du marché de travail (réformes Hartz), la performance forte des entreprises, notamment dans l'export, et aussi à cause de la démographie (plus de nouveaux retraités que de jeunes entrants sur le marché de travail), le taux de chômage a fortement diminué depuis 2005 et s'établit selon Eurostat en août 2015 à seulement 4,5 % (mais 5,9 % en juin 2016 selon la Bundesagentur für Arbeit (BA)). C'est le taux le plus bas de tous les 28 États membres de l'Union européenne devant la République tchèque (5,0 %) et Malte (5,1 %). Le taux de chômage pour les jeunes de moins de 25 ans s'établit à seulement 7,0 % – c'est aussi le taux le plus bas de l'Union européenne devant l'Autriche (10,8 %) et les Pays-Bas (11,2 %).
Le nombre de postes proposés en Allemagne a crû fortement de 300 641 en 2009 à 556 831 en 2015. Pour trouver plus de travailleurs étrangers, l'État allemand a lancé la campagne « Make it in Germany ».
En 2006, le PIB a crû de 2,9 %, après plusieurs années de stagnation. Les entreprises profitent d'une compétitivité regagnée depuis dix ans à force de restructurations et de modération salariale. Depuis 2006, la production augmente chaque année, les carnets de commande restent remplis. Après un fort recul du PIB pendant la crise économique de 2008/2009, la croissance de celui-ci a fortement repris en 2010 (4,1 %) et en 2011 (3,6 %), et plus légèrement en 2012 (0,4 %) et 2013 (0,1 %). En 2014, la croissance reprenait à 1,6 %, et en 2015, à 1,7 %.

### Problèmes de pauvreté et de précarité
Dans la dernière décennie, l'Allemagne a réformé son marché du travail avec les réformes Hartz (2003/2005) et pris des mesures contre la crise pour préserver son dynamisme économique. Ces mesures sont souvent vues comme un modèle pour les autres pays européens car l'Allemagne a été capable de diminuer le chômage à 4,5 % (Eurostat, août 2015) et de réaliser des excédents budgétaires sur l'ensemble de l'État à partir de 2012, mais le prix à payer sur le plan social est également souligné par les économistes et il est jugé parfois excessif. Ainsi, Henrik Uterwedde, économiste et directeur adjoint de l'Institut franco-allemand de Ludwigsburg, parle-t-il de quasi-« abus et exploitation en ce qui concerne les temps partiels et les bas salaires. »
Pour maintenir son dynamisme économique, l'Allemagne a en effet privilégié l'emploi précaire sans salaire minimum : les mesures prises par le gouvernement allemand (définissant de nouveaux contrats de travail, exonérant les employeurs et ne donnant pas droit au chômage, avec la possibilité de payer des chômeurs de longue durée moins de 1 euro par heure pour une activité à temps partiel afin d'aider ces personnes à se réintégrer dans le marché de travail normal), en accord avec le patronat et les syndicats ont ainsi entraîné une baisse de salaire de 20 % pour 1,6 million de personnes, et une stagnation depuis dix ans pour les autres. En 2010, de plus en plus d'Allemands travaillaient à temps complet pour un salaire de 720 euros et l'appauvrissement des travailleurs était en augmentation (20 % de travailleurs en pauvreté relative, + 2 millions en 10 ans).
Concernant la recherche d'emploi, il y a en tout 7 millions de personnes[Quand ?] (soit 16 % de la population active) qui sont soit au chômage ou touchent des indemnités prévues par la loi Hartz IV. Les chômeurs allemands (dont le nombre s'est réduit de manière significative pour atteindre 2,54 millions en 2016) sont les plus exposés à la pauvreté relative dans l'Union européenne : 70 % d'entre eux ont un risque de pauvreté (moins de 952 euros par mois de ressources), contre 45 % en moyenne dans l'Union européenne. Cependant, le coût de la vie et en particulier du logement est beaucoup moins élevé en Allemagne - en moyenne les loyers à Paris avec 26,25 € par mètre carré sont beaucoup plus élevés qu'à Berlin (5,73 €/m2), Hambourg (6,30 €/m2), Munich (9,70 €/m2) ou Cologne (7,26 €/m2) en 2009. Les loyers offerts pour les nouvelles locations dans les grandes villes ont en général augmenté fortement durant les dernières années mais ont aussi été plafonnés récemment par une nouvelle loi.
Conséquence de cette précarisation, avant l'introduction d'un salaire minimum général en 2015, quelques retraités étaient contraints de faire des petits boulots payés moins que le salaire minimum pour compléter leurs pensions (augmentation de 58 % en dix ans du nombre de retraités pauvres).
Pour restreindre l'emploi précaire, le gouvernement allemand a décidé au printemps 2014 d'introduire un salaire minimum de 8,50 € bruts de l'heure à partir du 1er janvier 2015, mais une période de transition est prévue pour les secteurs qui seront encore sous le coup d'un accord de branche. Au plus tard en 2017, il concernera tout le monde, sauf les moins de 18 ans, les stagiaires et les chômeurs de longue durée, exemptés pendant les six mois suivant leur embauche. Une commission a recommandé d'augmenter le salaire minimum à 8,84 € bruts de l'heure à partir du 1er janvier 2017. La commission chargée de le réévaluer statuera en 2018 sur une nouvelle augmentation, pour une application au 1er janvier 2019.

## Évasion fiscale
L'évasion fiscale représente en Allemagne environ 165 milliards d'euros par an selon l'ONG Tax Justice Network.

## Inégalités
Une étude réalisée de l’Institut allemand pour la recherche économique parue en 2020 met en exergue un accroissement des inégalités sociales bien plus important qu'on ne l'estimait auparavant. Les 10 % d'Allemands les plus riches ne possèdent pas 59 % des richesses comme on le pensait, mais environ les deux tiers. Pour les 1 % les plus riches, la proportion passe d’un peu moins de 22 % à environ 35 %.
Cet accroissement des inégalités serait directement lié aux décisions prises par les gouvernements allemands successifs, en particulier la disparition de l'impôt sur la fortune à la fin des années 1990 et la réduction du taux supérieur d’imposition par l’ancienne coalition rouge-verte.